# Spitalacker

Spitalacker im oberen rechten Teil dieser Flugaufnahme von Walter Mittelholzer 1930

Der Spitalacker (berndeutsch Spittuacher [ʃpɪtʊaχər]) ist ein statistischer Bezirk im Stadtteil V Breitenrain-Lorraine im Nordosten der Stadt Bern. Zugleich steht der Name für das gebräuchliche Quartier, das zusammen mit dem gebräuchlichen Quartier Kaserne den statistischen Bezirk bildet.
Im Jahr 2022 lebten im statistischen Bezirk 8019 Einwohner, davon 6734 Schweizer und 1286 Ausländer. Im gebräuchlichen Quartier waren es 6922 Einwohner, davon 5821 Schweizer und 1101 Ausländer.

## Geschichte
Seit dem Mittelalter lag nördlich der Altstadt auf der anderen Seite der Aare ein grosses, landwirtschaftlich genutztes Grundstück. Es war im Besitz des Burgerspitals der Stadt Bern, was ihm den Namen «Spitalacker» eintrug. Mit dem Stadtwachstum im 19. Jahrhundert entstand nördlich dieser Freifläche das rasch wachsende Breitenrain-Quartier. Die Nähe der Stadt legte eine Überbauung der Fläche nahe. Die Vorlage für den Bau der Kornhausbrücke, die in der Volksabstimmung vom 23. Oktober 1892 angenommen wurde, enthielt auch die Bebauung des Spitalackers. So entstand eines der ersten am Reissbrett geplanten Quartiere der Stadt Bern.
Das Zentrum bildet der Viktoriaplatz, von dem die Strassen sternförmig wegführen. Seine Hauptzufahrt ist die Achse Kornhausbrücke–Kornhausstrasse, die das architektonische Gegenstück zum Helvetiaplatz im Kirchenfeld bildet. Die Stadt Bern wollte hier, wo die BKW Energie AG ihren Hauptsitz hat, das Bundesarchiv erstellen, was aber von der Bern-Land-Company verhindert wurde, die sich grosse Teile des Baulandes auf dem Kirchenfeld gesichert hatte. Der erste Bebauungsplan des Viktoriaplatzes mit Brückenzufahrt wurde 1904 durch die städtische Baudirektion erstellt. Diesem folgte 1907 ein Änderungsvorschlag des Bernischen Ingenieur- und Architekturvereins (SIA).
Die beiden Hochstrassen parallel zur ansteigenden Kornhausstrasse wurden wie der Viktoriaplatz zwischen 1910 und 1920 bebaut. Das Gebiet zwischen Viktoriaplatz und Nordring wurde 1909 bebaut und wird auch Viktoria-Quartier genannt. Infolge der hohen Zinslasten nach der Erstellung erhielt es auch den Übernamen «Hypothekenfriedhof». Das eigentliche Spitalackerquartier zwischen Viktoriastrasse und Schänzlistrasse wurde zwischen 1926 und 1933 erbaut.
Den markanten Abschluss im Südosten des Quartiers bildet die Schönburg. Sie war 1970 als Sitz der damaligen Generaldirektion PTT erbaut worden; seit der Verselbständigung von Swisscom und Schweizerischer Post 1998 diente sie letzterer als Hauptsitz. Dieser wurde im Frühling 2015 ins Wankdorfquartier verlegt. Seit 2014 gehört die Liegenschaft der Immobilienfirma Swiss Prime Site (SPS). Nach einem umfassenden Umbau des Gebäudes zogen eine Coop-Filiale, ein Fitnesscenter und die erste Schweizer Niederlassung der deutschen Design-Hotelkette Prizeotel in die Schönburg ein. Das Hotel wurde im Februar 2020 als Berns grösstes Hotel eröffnet.